# استاد الدوحة الرياضي
إستاد الدوحة في قطر هو أول ملعب عشبي بني في منطقة الخليج عام 1962، ويقع وسط مدينة الدوحة، به كانت تقام جميع مباريات الأندية القطرية، وأهم ماحدث في هذا الملعب هو مباراة ودية بين المنتخب القطري ونظيره البرازيلي أيام  بيليه، ومازال الملعب موجودا حتى اليوم هذا وتلعب عليه مباريات الفئات السنية لعدد من الأندية.